# Awake (serie de televisión)
Awake (titulada REM anteriormente) es una serie de televisión de fantasía y drama que emite la cadena NBC. Está protagonizada por Jason Isaacs. El 16 de mayo de 2011, NBC anunció que serviría como reemplazo en la mitad de la temporada 2011-12. La serie se estrenó el 1 de marzo de 2012 y se emite los jueves. El piloto estuvo disponible en Hulu, YouTube y iTunes el 16 de febrero de 2012. El 11 de mayo de 2012 la cadena NBC anunció que no habría una segunda temporada.
La serie se basa en uno de los cuentos cortos publicados en el libro "El arma definitiva" de Robert Sheckley.

## Trama
El detective Michael Britten (Jason Isaacs) sufre un accidente de coche con su esposa Hannah (Laura Allen) y su hijo Rex (Dylan Minnette). Desde entonces despierta cada día en una realidad diferente: una en la que su hijo falleció en el accidente y la otra en que es su mujer quien está muerta. En la primera y a su vuelta al trabajo le emparejan con un nuevo compañero, Efrem Vega (Wilmer Valderrama), y visita a un psiquiatra recomendado por el departamento, el Dr. Lee (BD Wong). Su esposa ha redecorado la casa y comienza a obligarlo a que haga un esfuerzo para enfrentar la muerte de su hijo. En la realidad en que es este quien está vivo, Britten mantiene a su compañero de trabajo Isaiah Freeman (Steve Harris) y visita a otra psicóloga, la Dra. Evans (Cherry Jones). Su hijo vuelve a jugar al tenis y es entrenado por la excompañera de tenis de Hannah, Tara (Michaela McManus). Britten no está seguro de cuál de las dos realidades es real y comienza a preocuparse por su cordura cuando algunos detalles comienzan a cruzarse entre los dos.

## Elenco
Para diferenciar una realidad de la otra, Britten lleva dos pulseras de goma de diferentes colores: una roja para la realidad en la que su esposa está viva y una verde para aquella en la que su hijo está vivo.
| Realidad “Roja” | Realidad “Verde”                                                           |
| --- | -------------------------------------------------------------------------- |
| Michael Britten (Jason Isaacs), Detective de LAPD que vive en dos realidades. |                                                                            |
| Hannah Britten (Laura Allen), Esposa de Michael | Rex Britten (Dylan Minnette), Hijo de Michael.                             |
| Detective Efrem Vega (Wilmer Valderrama), compañero novato de Michael | Detective Isaiah "Bird" Freeman (Steve Harris), viejo compañero de Michael |
| Dr. Jonathan Lee (BD Wong), terapeuta de Michael. | Dr. Judith Evans (Cherry Jones), terapeuta de Michael.                     |
| | Tara (Michaela McManus), entrenadora de tenis de Rex.                      |
| Capt. Tricia Harper (Laura Innes), Oficial al mando en el recinto de Michael y co-conspiradora del accidente de Michael                                                                                    |                                                                            |
| Emma (Daniela Bobadilla), Novia de Rex, que está embarazada de Rex en la realidad roja, pero tiene un aborto involuntario en la realidad verde                                                             |                                                                            |
| Capt. Carl Kessel (Mark Harelik), Oficial al mando en la comisaría del detective Ed Hawkins y es el hombre detrás de accidente automovilístico de Michael                                                  |                                                                            |
| Det. Ed Hawkins (Kevin Weisman), compañero de Bird en la realidad roja, y el hombre que causó accidente de coche de Michael, tratando de matar a Michael bajo las órdenes de los capitanes Harper y Kessel |                                                                            |
| Cole (Logan Miller), mejor amigo de Rex's |                                                                            |

## Producción
Awake fue creada por Kyle Killen. El showrunner de la serie es Howard Gordon. El director David Slade produjo y dirigió el episodio piloto.

## Episodios
| N.º | Título                          | Dirigido por                 | Escrito por                                  | Fecha de emisión original                                 | Audiencia (millones) |
| --- | ------------------------------- | ---------------------------- | -------------------------------------------- | --------------------------------------------------------- | -------------------- |
| 1 | «Pilot»                         | David Slade                  | Kyle Killen                                  | 16 de febrero de 2012 (Internet) 1 de marzo de 2012 (NBC) | 6,24                 |
| Después de un accidente automovilístico, el detective Michael Britten experimenta dos realidades: una en la que su esposa ha muerto y otra en la que su hijo perdió la vida. Maneja un caso de secuestro de una niña en una realidad y un asesinato en la otra. |                                 |                              |                                              |                                                           |                      |
| 2 | «The Little Guy»                | Jeffrey Reiner               | Kyle Killen                                  | 8 de marzo de 2012                                        | 4,33                 |
| Un testigo en el asesinato de un hombre sin hogar le dice a Britten y su compañero, Vega, que un "pequeño hombre" fue visto en la escena del crimen. Cuando esa pista se cruza en el caso de que Britten ha estado trabajando en su otra realidad, Bird se confude por el interés repentino de su compañero en las tallas de los sospechosos que están investigando. Mientras tanto, la capitana de Britten (Laura Innes) muestra creciente preocupación por su comportamiento. |                                 |                              |                                              |                                                           |                      |
| 3 | «Guilty»                        | Jeffrey Reiner               | Howard Gordon y Evan Katz                    | 15 de marzo de 2012                                       | 5,12                 |
| Rex es secuestrado por un convicto escapado, el cual Michael arrestó hace 10 años; una investigación en la otra realidad de Michael se interpone en el camino de un evento en honor de su hijo fallecido; pistas de ambas realidades llevan a interrogarse la cordura de Michael. |                                 |                              |                                              |                                                           |                      |
| 4 | «Kate is Enough»                | Sara Pía Anderson            | Kyle Killen                                  | 22 de marzo de 2012                                       | 4,73                 |
| Mientras se investiga un presunto suicidio durante la fiesta en un yate de lujo con el detetive vega, Michael se encuentra con la ex niñera de Rex Kate. Más tarde, en un caso en que Michael está investigando con Bird Kate aparece nuevamente, esta vez como sospechosa. |                                 |                              |                                              |                                                           |                      |
| 5 | «Oregon»                        | Aaron Lipstadt               | Lisa Zwerling                                | 29 de marzo de 2012                                       | 3,18                 |
| De repente, michael se convierte en sospechoso de su propio caso cuando la agente del FBI, Elizabeth Santoro, cuestiona sus métodos para localizar a un asesino en serie que se creía muerto. Mientras tanto, tras la muerte de su hijo, Hannah encuentra consuelo al explorar la posibilidad de mudarse a Oregón y volver a la escuela. |                                 |                              |                                              |                                                           |                      |
| 6 | «That s Not My Penguin»         | Scott Winant                 | Kyle Killen & Noelle Valdivia                | 5 de abril de 2012                                        | 2,56                 |
| Mientras trabaja en una situación de rehene con Vega, Michael inesperadamente se encuentra colaborando con el Dr.Lee. En un esfuerzo por calmar a Gabriel Wayath, un paciente que ha amenazado con volar un hospital psiquiátrico, Michael se ve comprometido los efectos lo siguen a su otra realidad. |                                 |                              |                                              |                                                           |                      |
| 7 | «Ricky s Tacos»                 | Adam Davidson                | Kyle Killen, Howard Gordon & Evan Katz       | 12 de abril de 2012                                       | 2,68                 |
| En la realidad roja, los Briteen cotinúan con su plan de mudarse a portland, Oregon. Michael va al restaurante de comida rápida Ricky s Tacos, donde la voz en el autoservicio dice que no puede ir a portland y todo comienza con el caso Westfield. |                                 |                              |                                              |                                                           |                      |
| 8 | «Nightswimming»                 | Leonard Chang & Davey Holmes | Jeffrey Reiner                               | 19 de abril de 2012                                       | 2,80                 |
| Mientras ayuda a una pareja a preparadarse para una nueva vida dentro del programa de protección de testigos, Michael se prepara para una nueva vida en Oregón con hannah. mientras tanto, el detetive Vega conoce a jake. |                                 |                              |                                              |                                                           |                      |
| 9 | «Game Day»                      | Michael Waxman               | Howard Gordon & David Graziano               | 26 de abril de 2012                                       | 2,21                 |
| En su realidad roja Michael aborda el caso de un aficionado al fútbol encontrado muerto en el suelo.En su realidad verde Michael aborda el caso de un edificio en llamas y el que había una niña en el momento del incendio. |                                 |                              |                                              |                                                           |                      |
| 10 | «Slack Water»                   | Nick Gomez                   | Noelle Valdivia                              | 3 de mayo de 2012                                         | 2,15                 |
| Michael y Bird están investigando lo que parece ser un caso de violencia de pandillas.Sin embargo, las pistas que muestran a Michael en otra realidad surgieren algo más profundo. mientras tanto, Hannah intentan hablar sobre una situación difícil con Emma, la novia de Rex. |                                 |                              |                                              |                                                           |                      |
| 11 | «Say Hello to My Little Friend» | Laura Innes                  | Kyle Killen & Leonard Chang                  | 10 de mayo de 2012                                        | 2,51                 |
| Michael se desmaya durante un salto en bungee cuando está con Rex. no puede cambiar de realidad y se da cuenta de que el detective Ed Hawkins, un policía de su comisaría, estaba tratando de matarlo, después de que Michael viera a Hawkins como una alucinación. |                                 |                              |                                              |                                                           |                      |
| 12 | «Two Birds»                     | Milan Cheylov                | Evan Katz, Howard Gordon & Davey Holmes      | 17 de mayo de 2012                                        | 2,10                 |
| Michael descubre más sobre la verdad del accidente. intenta obtener pruebas de que hawkins intentó matarlo y descubre que el oficial al mando de Hawkins, Carl Keessel,también estaba involucrado en esta trampa. Bird ayuda a Michael en ambas realidades. |                                 |                              |                                              |                                                           |                      |
| 13 | «Turtles All the Way Down»      | Miguel Sapochnik             | Kyle Killen & Leonard Chang, Noelle Valdivia | 24 de mayo de 2012                                        | 2,87                 |
| La capitana Harper mata a la capitana Kessel en una habitación de hotel para ocultar su paticipació en el accidente. Mientras tanto, Michael comienza a darse cuentade la verdad detrás del accidente; una conspiración amenaza sus dos realidades; Michael persigue a Hawkins; El Dr.Lee y El Dr.Evans se unen en un debate que obliga a Michael a elegir un camino. |                                 |                              |                                              |                                                           |                      |

## Crítica
En junio de 2011, Awake fue uno de los ocho galardonados en la categoría de "Series nuevas más emocionantes" en los Premios Critics Choice Awards, votado por periodistas que han visto los pilotos.
Es necesario agregar que, recién en 2014, el cinéfilo Fredy Cancino comenzó a interesarse en la serie. Una vez que vea la 1.ª Temporada, ha prometido hacer público su parecer.